# فريدرخ الثاني دوق النمسا
فريدرخ الثاني (بالألمانية: Friedrich II. von Habsburg)‏ (10 فبراير 1327 - 13/11 ديسمبر 1344)؛ هو عضو في أسرة هابسبورغ العريقة، فهو ابن البكر لأوتو البشوش وزوجته الأولى إليزابيث من بافاريا التي تعتبر ابنة ستيفان الأول دوق بافاريا السفلى، أصبح دوق النمسا منذ وفاة والده في 1339 بالمشاركة مع شقيقه ليوبولد الثاني وعمه ألبرخت الحكيم.
منذ عام 1339 أصبح يقيم قلعة لينتسبورغ، بحيث قيل أنه كان يدير أراضي العائلة في شوابيا (النمسا الخارجية)، وأيضا مع 1340 ادعى دوقية بافاريا السفلى بعد وفاة ابن خاله وذلك من خلال والدته، إلا أن الإمبراطور لودفيغ الرابع تجاهل طلبه، وأيضا قام بتخطيط بالزواج من جوان ابنة إدوارد الثالث ملك إنجلترا، ومع ذلك تم التأجيل بسبب صغر سنهما، وأخيراً أحبطت المحاولة مع وفاته المبكرة، توفي شقيقه الأصغر ليوبولد فجأة في 10 أغسطس 1344 وتلاها هو بعد أربعة أشهر فقط، يعتقد أنهم تم تسميمهم، ومع ذلك لم يثبت ذلك، إلا أن على أية حال كان المستفيد من ذلك هو عمهم ألبرخت الذي أصبح الآن الحاكم الأوحد للممتلكات العائلة واستمر كذلك حتى وفاته في 1358، ومع ثَّم ورثها إلى أبنائه الباقيين.